# Rehberge (metropolitana di Berlino)
La stazione di Rehberge è una stazione della linea U6 della metropolitana di Berlino. Si trova nel quartiere del Wedding e prende il nome dal parco Rehberge.

## Storia
La stazione di Rehberge entrò in servizio il 3 maggio 1956 all'apertura del prolungamento della linea C (oggi U6) da Seestraße a Kurt-Schumacher-Platz.

## Strutture e impianti
Si tratta di una stazione sotterranea a due binari, uno per ogni senso di marcia, serviti da una banchina centrale ad isola lunga 110 m e larga 8,8; al centro di quest'ultima è posta una fila di pilastri che sostengono la struttura. Alle estremità della banchina sono poste due scale che conducono a due vestiboli d'accesso.
L'impianto è identificato dal codice "Rb" ed è posto a 587 m di distanza dalla stazione precedente (Afrikanische Straße) e a 1115 m da quella successiva (Seestraße).